# El Tule, Jalisco
El Tule är en ort i Mexiko.   Den ligger i kommunen Arandas och delstaten Jalisco, i den centrala delen av landet, 400 km väster om huvudstaden Mexico City. El Tule ligger 2 006 meter över havet och antalet invånare är 645.
Terrängen runt El Tule är en högslätt, och sluttar söderut. Runt El Tule är det ganska tätbefolkat, med 72 invånare per kvadratkilometer. Närmaste större samhälle är Arandas, 9,9 km öster om El Tule. I omgivningarna runt El Tule växer huvudsakligen savannskog.